# يوهانس شوبرت
يوهانس شوبرت (بالألمانية: Johannes Schubert (Physiker)) (و. 1859 – 1947 م) هو رياضياتي، وفيزيائي، وأستاذ جامعي من ألمانيا . ولد في غدانسك .
توفي في ابرس والده ، عن عمر يناهز 88 عاماً.